# Joseph Timothy Haydn
Joseph Timothy Haydn (Lisboa, 1788 — Londres, 17 de janeiro de 1856) foi um jornalista, editor, compilador de dicionários e lexicógrafo, que se notabilizou como autor do Dictionary of Dates (1841, com a 19.ª edição em 1889) e do Book of Dignities (1851, com uma 3.ª edição revista em 1894).

## Biografia
Joseph Timothy Haydn nasceu em Lisboa, filho de Thomas Haydn, um expatriado protestante irlandês. Foi educado em Portugal de onde fugiu em finais de 1807 perante a ameaça da entrada em Lisboa das tropas francesa comandadas por Jean-Andoche Junot.
Desembarcou em Plymouth e terá permanecido em Londres por algum tempo antes de partir para a Irlanda. Colaborou em 1811 como autor fantasma na elaboração, pelo menos parcial, de uma History of the Azores publicada por Thomas Ashe, um auto-denominado «capitão dos Dragões Ligeiros» (captain of the Light Dragoons). Fixou-se em Dublin em 1818, onde fundou a revista The Stage (O Palco), um periódico de crítica teatral dedicado aos teatros de Dublin, que não teve sucesso.
Após se ter gorado a sua revista teatral dedicou-se ao jornalismo político em Dublin, campo em que ganhou rápida nomeada. Fundou e escreveu para The Statesman, The Patriot, Morning Star e, mais tarde, editou o Dublin Evening Mail, posição que lhe deu notabilidade nos círculos políticos irlandeses.
Sob seu controle, o Dublin Evening Mail foi reconhecido por um tempo como o principal jornal protestante em Dublin. A sua postura anticatólica e antigovernamental (anti-Dublin Castle) provou ser muito popular entre as classes dominantes, que sentiam que a sua posição estava ameaçada pelos ideais supostamente liberais do governador (lord-lieutenant) Richard Colley Wellesley, marquês de Wellesley. Em 1824-1825, os seus ataques ao governador, que se tornavam cada vez mais ultrajantes, levaram o procurador-geral a abrir contra ele um processo de abuso da liberdade de imprensa. Em tribunal Joseph Haydn foi defendido pelo advogado e líder católico Daniel O'Connell, conseguindo que o processo fosse arquivado quando o júri não chegou a acordo quanto ao veredito. Apesar dessa vitória, a carreira de Haydn foi agitada e, mais de uma vez, perdeu ações por difamação, que lhe custaram caras indemnizações, e foi alvo de ataques violentos por alguns dos ofendidos pelos seus editoriais inflamados.
Chegou a alegar que num período de 10 dias tivera quatro casos de defesa da honra, entre os quais um com Henry Grattan Jr. e outro com o ajudante de campo do governador, o qual resultou na condenação a ser chicoteado. Esses casos atraíram mais atenção e leitores, mas a natureza difamatória de grande parte de seu jornalismo obrigou a uma série de acordos extrajudiciais que conduziram o jornal à bancarrota. Em 1828, encerrada a publicação do Dublin Evening Mail, Haydn foi empregue como chefe de redação pelo The Patriot, jornal que tinha perdido circulação devido à postura mais liberal assumida após a saída de Haydn anos atrás. Com a entrada de Haydn, o jornal mudou o nome para Statesman and Patriot (Estadista e Patriota) e tornou-se imediatamente anticatólico. Essa solução, no entanto, durou pouco. Haydn mudou-se então para Limerick, onde editou o Limerick Star e o Evening Post e, mais tarde, o Limerick Times. Também escreveu como correspondente para o Cork Bolster's Quarterly, de Cork.
Em 1839 mudou-se para Londres, onde se empregou como repórter do London Courier and Evening Gazette, funções que manteve durante 13 anos. Paralelamente à sua carreira como jornalista, dedicou-se então à edição e à compilação de dicionários. Entre 1842 e 1849, fez a revisão de vários volumes do dicionário topográfico (Topographical Dictionary) de Samuel Lewis e, em 1851, produziu o Book of Dignities, uma forma modernizada do Political Index (Índice Político) de Robert Beatson, que listava os detentores de muitos cargos governamentais e eclesiásticos. Apesar da sua valia, a obra, contudo, omite as listas de titulares de muitos cargos importantes.
A sua atividade como compilador e editor de dicionários levou a que o seu nome fosse usado para designar a Série Haydn de dicionários, que seguem as mesmas linhas daqueles por ele compilados. No entanto, embora tenha sido o seu editor, não parece ter realmente participado na sua compilação. A Série Haydn de dicionários inclui o Universal Index of Biography (Índice Universal de Biografia), editado por James Bertrand Payne em 1870, o Bible Dictionary (Dicionário Bíblico), editado por Charles Boutell em 1871 (com 2.ª edição em 1878), e o Dictionary of Popular Medicine and Hygiene (Dicionário de Medicina Popular e Higiene), editado pelo Dr. Edwin Lankester em 1874 (com 2.ª edição em 1878).
A sua principal obra ao longo desses anos foi o Dictionary of dates (Dicionário de datas), publicado em 1841, que obteve enorme sucesso, atingindo a sua 25.ª edição em 1900. Financiado por Edward Moxon, aquele dicionário era preciso e informativo e tornou-se numa referência inestimável para historiadores e jornalistas.
Apesar do sucesso das suas edições, na década de 1850 Haydn evitou por pouca a prisão por dívidas, resultado de um conjunto de incidentes que prejudicaram a sua carreira e a sua saúde, entre os quais uma queda que lhe causou danos na coluna e um acidente vascular cerebral. A família foi obrigada a mudar-se para um apartamento de um único quarto. Em 1854, conseguiu trabalho no Almirantado na compilação de um resumo e índices de volumes de despachos escritos no século anterior. Contudo, novos problemas de saúde levaram a uma maior incapacitação, o que obrigou a família a recorrer a uma subscrição pública, enquanto a esposa arrecadava dinheiro vendendo artigos de papelaria e administrando uma biblioteca com livros doados por editoras. Por um curto período antes de sua morte, aos 69 anos de idade, por concessão datada de 18 de janeiro de 1856, Haydn passou a receber uma pequena pensão de £25 concedida pelo governo britânico. A pensão foi mantida pela sua viúva.
Ele foi enterrado em campa comum (n.º 7040) no lado oeste do Cemitério de Highgate e seu é o primeiro nome listado no túmulo da família Haydn nas proximidades, onde sua esposa Mary, filhos Henry e Thomas Matthew (que compraram o túmulo), a filha Kate Maria e seu marido sir Frank Green, estão enterrados. O seu genro, sir Frank Green, 1.º baronete de Belsize Park Gardens, foi Lord Mayor de Londres. 